# Gaivota-de-franklin

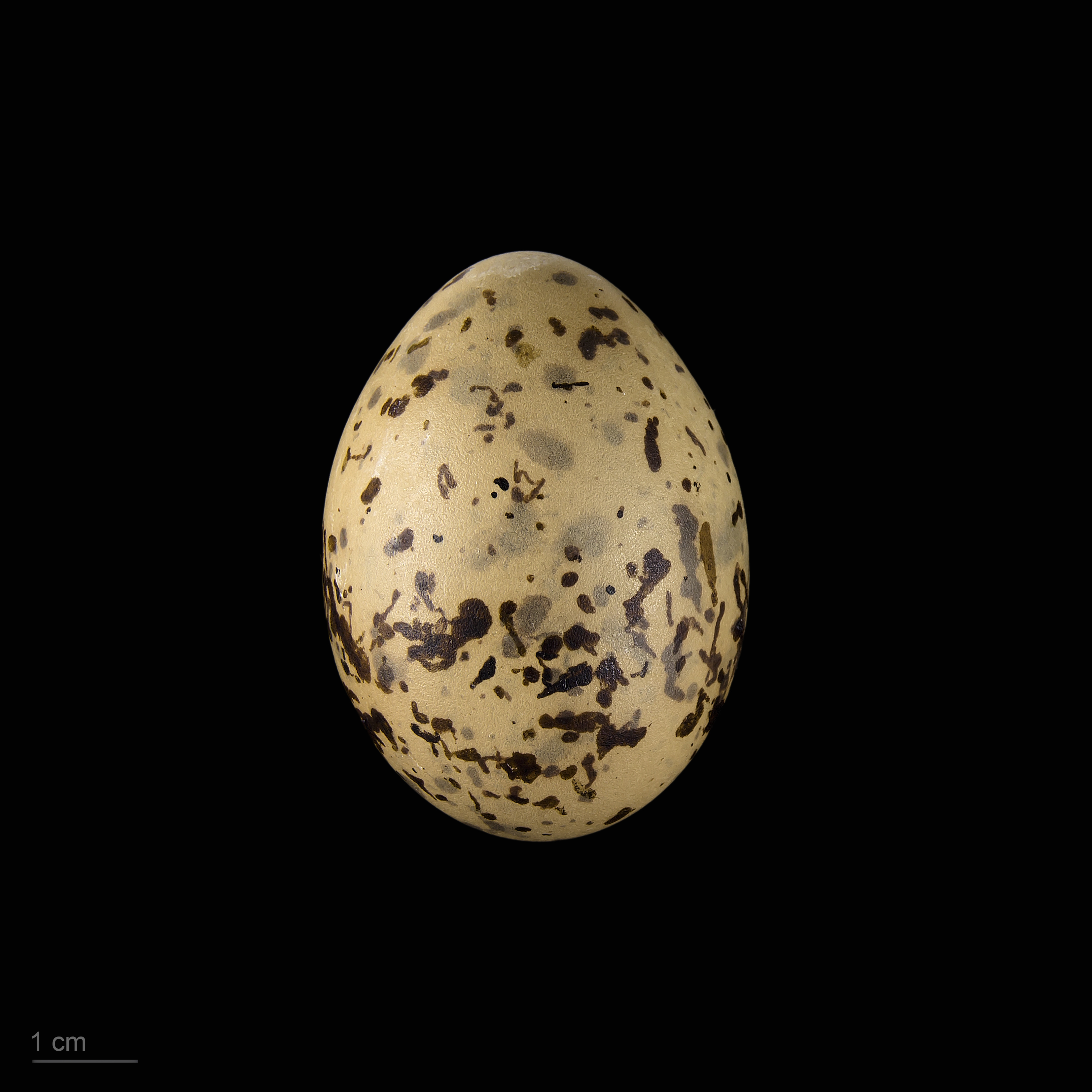
Leucophaeus pipixcan - MHNT

A gaivota-de-franklin (Leucophaeus pipixcan) é uma pequena gaivota da família Laridae. É do mesmo tamanho do guincho-comum, distinguindo-se pelas asas cinzentas com as pontas pretas.
Esta gaivota é originária da América do Norte, sendo muito rara na Europa.

## Subespécies
A espécie é monotípica (não são reconhecidas subespécies).